# Темьянец
Темьянец (укр. Тем'янець, до 2024 года — Першотравневое) — село на Украине, находится в Малинском районе Житомирской области.
Код КОАТУУ — 1823487605. Население по переписи 2001 года составляет 28 человек. Почтовый индекс — 11600. Телефонный код — 4133. Занимает площадь 0,393 км².

## Происхождение названия
Село было названо в честь праздника весны и труда Первомая, отмечаемого в различных странах 1 мая; в СССР он назывался Международным днём солидарности трудящихся.
На территории Украиской ССР имелись 50 населённых населённых пунктов с названием Першотравневое и 27 — с названием Первомайское.

## Адрес местного совета
11600, Житомирская область, Малинский р-н, с. Старые Воробьи